# Азербайджанска първа дивизия
Азербайджанска първа дивизия е второто ниво на професионалния футбол в Азербайджан.
В първенството участват най-вече резервните формации на няколко отбора от Премиер лигата, които нямат право на промоция. Така се е стигало до ситуации, когато отбор от средата на таблицата е печелил промоция.
Първа лига включва 12 отбора, от които само шампионът има право на промоция.